# Tyler Myers
Tyler Paul Myers, född 1 februari 1990 i Houston, Texas, är en kanadensisk-amerikansk professionell ishockeyspelare som spelar för Vancouver Canucks i NHL.
Han har tidigare spelat på NHL-nivå för Winnipeg Jets och Buffalo Sabres och på lägre nivåer för EC KAC i Österrikiska ishockeyligan och Kelowna Rockets i WHL.
Myers valdes i första rundan som 12:e spelare totalt i 2008 års NHL-draft av Buffalo Sabres. Han har blivit tilldelad smeknamnet "The Big Easy" för hans smidiga spelstil och snabbhet trots sin storlek. I slutet av säsongen 2009–10 vann Myers Calder Memorial Trophy som årets bästa rookie. Myers är med sina 203 cm en av de längsta spelarna i NHL.

## Uppväxten och juniortiden
Myers ishockeykarriär inleddes i Houston, Texas, där hans far jobbade inom oljebranschen. Vid sidan av ishockeyn spelade Myers baseboll, fotboll och basket. När han var tio år flyttade han med sin familj från Texas till Calgary där hans far Paul fått ett bättre jobb. I och med flytten till Kanada fick Tyler mer tid för ishockeyn, och enligt egen utsago hade han aldrig blivit en professionell ishockeyspelare om han stannat kvar i USA, då ishockeyn inte var den dominerande sporten i landet.
Innan Myers draftades 2008 gjorde han ett antal framgångsrika säsonger i WHL-laget Kelowna Rockets. Han gjorde sammanlagt 77 poäng på 225 spelade matcher och vann Memorial Cup 2008–09, samtidigt som han blev tilldelad priset WHL Playoff MVP som slutspelets mest värdefulle spelare.

## NHL

### Buffalo Sabres
Myers debuterade i NHL säsongen 2009–10 med Buffalo Sabres. Han noterades för sitt första NHL-poäng 8 oktober 2009 i en match mot Phoenix Coyotes, och några dagar senare kom även det första målet. Denna starka inledning från Myers sida resulterade i att Sabres valde att behålla honom, till skillnad från att han i motsatta fall skulle sänts tillbaka till juniorlaget Kelowna Rockets. Han blev utsedd till januari månads bästa rookie och hade under den första halvan av säsongen mest istid av samtliga förstaårsspelare i ligan (24:42). Under sin debutsäsong i NHL gjorde Myers 11 mål och 48 poäng på 82 matcher, och bildade enligt tidningen Pro Hockey tillsammans med Henrik Tallinder lagets bästa defensiva backpar. 23 juni 2010 tilldelades han priset Calder Memorial Trophy som säsongens bästa rookie, före Matt Duchene och Jimmy Howard som också blivit nominerade till priset.

### Winnipeg Jets
Den 11 februari 2015 skickade Sabres iväg Myers, Drew Stafford, Joel Armia, Brendan Lemieux och ett första draftval till Winnipeg Jets i utbyte mot Evander Kane, Zach Bogosian och Jason Kasdorf.

### Vancouver Canucks
Han skrev som free agent på ett femårskontrakt värt 32 miljoner dollar med Vancouver Canucks.

## Landslaget
Tyler har bott halva sitt liv i Kanada och halva i USA och har dubbla medborgarskap, men han har redan deklarerat att det är Kanada som han ska representera vid internationella tävlingar. Han deltog i JVM 2009 i Kanada, där laget lyckades ta guld efter finalvinst mot Sverige. Myers blev uttagen till VM 2010 i Tyskland där laget slutade på en sjunde plats. I VM gjorde han 2 poäng på 7 spelade matcher.

## Statistik
| 2005–2006   | Notre Dame Hounds | SMAAAHL     | 34  | 4  | 6   | 10  | 78  | —  | — | —  | —  | —  |
|             | Kelowna Rockets   | WHL         | 9   | 0  | 1   | 1   | 2   | 8  | 1 | 0  | 1  | 2  |
| 2006–2007   | Kelowna Rockets   | WHL         | 59  | 2  | 13  | 15  | 78  | —  | — | —  | —  | —  |
| 2007–2008   | Kelowna Rockets   | WHL         | 65  | 6  | 13  | 19  | 97  | 7  | 1 | 2  | 3  | 12 |
| 2008–2009   | Kelowna Rockets   | WHL         | 58  | 9  | 33  | 42  | 105 | 22 | 5 | 15 | 20 | 29 |
| 2009–2010   | Buffalo Sabres    | NHL         | 82  | 11 | 37  | 48  | 32  | 6  | 1 | 0  | 1  | 4  |
| 2010–2011   | Buffalo Sabres    | NHL         | 80  | 10 | 27  | 37  | 40  | 7  | 1 | 5  | 6  | 16 |
| 2011–2012   | Buffalo Sabres    | NHL         | 55  | 8  | 15  | 23  | 33  | —  | — | —  | —  | —  |
| 2012–2013   | Buffalo Sabres    | NHL         | 39  | 3  | 5   | 8   | 32  | —  | — | —  | —  | —  |
|             | EC KAC            | EBEL        | 17  | 3  | 7   | 10  | 37  | —  | — | —  | —  | —  |
| 2013–2014   | Buffalo Sabres    | NHL         | 62  | 9  | 13  | 22  | 58  | —  | — | —  | —  | —  |
| 2014–2015   | Buffalo Sabres    | NHL         | 47  | 4  | 9   | 13  | 61  | —  | — | —  | —  | —  |
|             | Winnipeg Jets     | NHL         | 24  | 3  | 12  | 15  | 16  | 4  | 1 | 0  | 1  | 2  |
| 2015–2016   | Winnipeg Jets     | NHL         | 73  | 9  | 18  | 27  | 72  |    |   |    |    |    |
| 2016–2017   | Winnipeg Jets     | NHL         | 11  | 2  | 3   | 5   | 13  |    |   |    |    |    |
| 2017–2018   | Winnipeg Jets     | NHL         | 82  | 6  | 30  | 36  | 48  | 16 | 4 | 3  | 7  | 8  |
| 2018–2019   | Winnipeg Jets     | NHL         | 80  | 9  | 22  | 31  | 63  | 6  | 0 | 0  | 0  | 4  |
| NHL totalt  | NHL totalt        | NHL totalt  | 635 | 74 | 191 | 265 | 468 | 39 | 7 | 8  | 15 | 34 |
| EBEL totalt | EBEL totalt       | EBEL totalt | 17  | 3  | 7   | 10  | 37  | —  | — | —  | —  | —  |
| WHL totalt  | WHL totalt        | WHL totalt  | 191 | 17 | 60  | 77  | 282 | 37 | 7 | 17 | 24 | 43 |